# Хърватска демократична общност
Хърватската демократична общност (ХДО) (на хърватски: Hrvatska demokratska zajednica, HDZ) e дясноцентристка християндемократическа политическа партия в Хърватия.

## История
Партията е основана е през 1989 г. През 1990 г. успява да спечели абсолютно мнозинство в първите многопартийни избори в Хърватия. Със своето мнозинство в хърватския парламент партията прокарва през декември същата година нова конституция на републиката, която позволява малко по-късно да се проведе референдум за независимост на Хърватия.
Хърватската политика по време на войната в Босна и Херцеговина води до появата на редица течения вътре в ХДО. Групата около Стипе Месич и Йосип Манолич се застъпва за бързо прекратяване на агресивната политика в Босна.
Така наречените технократи от партията считат за главен приоритет възстановяването на икономиката на Хърватия. Франьо Туджман заема позиция, която не удовлетворява групата около Месич и Манолич, което води до нейното отцепване от ХДО и образуването на т.нар. Хърватски независими демократи.
Смъртта на Туджман предизвиква временна криза в ХДО, която е преодоляна от новия председател на партията Иво Санадер. На парламентарните избори през 2003 г. ХДО успява да спечели 66 от общо 152 места в хърватския парламент и отново поема управлението на страната. През 2007 г. Санадер е преизбран, но през 2009 г. отстъпва министър-председателския пост на Ядранка Косор. Изправено пред тежки корупционни скандали и резултатите от глобалната икономическа криза, правителството губи популярност. На изборите през 2011 година ХДО участва в коалиция с две малки десни партии, която получава 24% от гласовете, и с 44 депутати за пръв път от 1990 година тя не е най-голямата парламентарна партия.
През 2015 година партията оглавява дясноцентристка коалиция, която е първа на изборите с 33% от гласовете, като Хърватската демократична общност получава 51 от 151 места в парламента. През 2016 година коалицията получава 36% от гласовете, партията има 59 от 151 места в парламента.